# Neohattoria herzogii
Neohattoria herzogii là một loài Rêu trong họ Jubulaceae. Loài này được (S. Hatt.) Kamim. mô tả khoa học đầu tiên năm 1962.